# Coupe des Pays-Bas de football 1993-1994
Navigation
Édition précédente Édition suivante
La Coupe des Pays-Bas de football 1993-1994, nommée la KNVB beker, est la 76e édition de la Coupe des Pays-Bas. La finale se joue le 12 mai 1994 au stade De Kuip à Rotterdam.
Le club vainqueur de la coupe est qualifié pour les seizièmes de finale de la Coupe d'Europe des vainqueurs de coupe de football 1994-1995.

## Finale
Le Feyenoord Rotterdam qui termine la saison comme vice-champion gagne la finale contre le NEC Nimègue et remporte son neuvième titre. La rencontre s'achève sur le score de 2 à 1.